# Фернанда Гонсалес
Фернанда Гонсалес (25 квітня 1990) — мексиканська плавчиня.
Учасниця Олімпійських Ігор 2008, 2012 років.
Призерка Панамериканських ігор 2011 року.
Переможниця Ігор Центральної Америки і Карибського басейну 2006, 2010, 2014 років.